# سیارک ۲۸۶۹
سیارک ۲۸۶۹ (به انگلیسی: 2869 Nepryadva، نامگذاری:1980RM2) دو هزار و هشتصد و شصت و نهمین سیارک کشف شده‌است که در ۷ سپتامبر ۱۹۸۰ کشف شد.
قدر مطلق سیارک برابر ۱۲٫۱۰ است.